# Astor sentinella
L'astor sentinella (Micronisus gabar) és un ocell rapinyaire de la família dels accipítrids (Accipitridae) i única espècie del gènere Micronisus. Habita les sabanes i zones obertes en general, de gran part del continent africà al sud del Sàhara i el Sud d'Aràbia. Està absent de les zones de selva humida del golf de Guinea. El seu estat de conservació es considera de risc mínim.
Semblant a les espècies del gènere Melierax, al qual l'han adscrit alguns autors.
S'ha proposat la classificació dins la subfamília dels melieraxins (Melieraxinae), juntament amb Melierax, però en general hom ubiquen ambdós gèneres als accipitrins (Accipitrinae).

## Llistat de subespècies
Se n'han descrit tres subespècies d'astor gabar:
- M. g. aequatorius Clancey, 1987. D'Àfrica oriental, des d'Etiopia fins a Moçambic.
- M. g. gabar (Daudin), 1800. D'Àfrica meridional, des d'Angola fins a Sud-àfrica.
- M. g. niger (Vieillot) 1823. A la part septentrional de l'Àfrica subsahariana, des de la costa atlàntica fins al sud d'Aràbia.